# 葛文濬
葛文濬（？—？）号慕川，浙江省秀水县（今嘉兴市）人，清朝及中华民国教育家，清室善后委员会委员。

## 生平
清朝戊戌年（1898年）春，葛文濬在嘉兴创办了一所名为“毓秀”的学堂，收亲友子弟入学，课程有中文、英文、数学等。同年，因戊戌政变终止戊戌变法而停办。侯官方雨亭任嘉兴县知县后，与葛文濬商议筹设秀水学堂，此为近代嘉兴县第一所公立学校。光绪三十四年（1908年），嘉兴商会会长褚辅成，适应清末新政需要，召集葛文濬（葛慕川）、张右企、沈稚岩、祝心梅、朱仙槎，选出董事16人，成立育婴堂董事会，当选者全是地方公正士绅，并定每月26日开常会，讨论救婴养老事宜，历任总理的是葛文濬（葛慕川）、沈稚岩、沈子兰、高叔荃、陈米山，直到南京国民政府成立前。1924年，清室善后委员会成立，葛文濬任委员。

## 家庭
- 沈亦云：葛文濬是沈亦云的七外叔祖[1]。沈亦云的丈夫是黄郛。